# 陳慶祥
陳慶祥（英語：Tan Kheng Seong，1976年8月31日—），藝名阿牛，马来西亚創作男歌手。生於大馬檳城北海，祖籍中國福建南安，毕业于北海勵華學校、北海鍾靈中學、吉隆坡INTI學院，在臺灣華語樂壇闖出佳績，知名歌曲有〈對面的女孩看過來〉、〈再出發〉等等。
除演藝事業外，阿牛熱心公益慈善，於2008年當選马来西亚十大傑出青年。

## 生平事蹟
阿牛的曲风轻松闲逸，亲近自然。曾在1996年以〈阿牛和阿花的故事〉荣获海螺音樂“第二届海螺新韵奖”青螺组（中学组）冠军及最佳编曲奖（当时季军为梁静茹）。〈城市蓝天〉、〈对面的女孩看过来〉等等是其出道时的代表曲目，尤其是任贤齐选用了阿牛的〈对面的女孩看过来〉作为专辑主打歌并获得佳绩，为阿牛正式进入台湾市场铺了路。
2000年8月，阿牛在马来西亚接受广播专访时公佈自己结婚了。半年后，阿牛的台湾妻子水祥祈顺利生下一名女兒。2012年2月，阿牛公開承認已離婚。
2009年初，阿牛执导电影《初恋红豆冰》，自己除了身为导演外还身兼主角；2010年該片上映，並在2010年大馬電影專業幕后人協會（Profima）頒獎禮奪下最佳電影製作人獎和最佳電影道具師獎。2013年第一屆金箏獎，《初恋红豆冰》也囊括最佳電影、最佳女主角、最佳美術、最佳攝影和最佳剪接等獎項。
从2014年上映阿牛的个人电影《Huat啊！Huat啊！Huat！》后，阿牛代言了Ah Huat产品，成为代言人並且淡出歌壇，但在2016年出了个人单曲。
2018年，在录播Astro除夕特別节目时，Astro官方声明阿牛会来现场录播并演唱歌曲。当时，阿牛演唱的歌曲为〈浪花一朵朵〉。

## 個人專輯
| 專輯 # | 首次發行地點 | 專輯名稱                     | 發行年份      | 曲目 |
| ------ | ------------ | ---------------------------- | ------------- | --- |
| 1st    | 馬來西亞     | 城市．藍天                   | 1997年7月     | 曲目 1. 城市．藍天 2. 踩三輪車賣菜的老阿伯 3. 哭 4. 鄉音 5. 二十歲告白（一） 6. 阿牛和阿花的故事 7. 阿朱小調 8. 海洋 9. Sungai Puyu的風 10. 二十歲告白（二） 11. 對面的女孩看過來 |
| 2nd    | 馬來西亞     | 阿牛先聽為快（EP）           | 1998年8月     | 曲目 1. 大肚腩 2. 唱歌給你聽 |
| 3rd    | 馬來西亞     | 唱歌給你聽                   | 1998年8月     | 曲目 1. 唱歌給你聽 2. MAMAK檔 3. 花的語 4. 你沒有哭 5. Speak My Language 6. 大肚腩 7. 唱給故鄉聽 8. 星星亮了 9. 我和我的四個妹妹 10. 等緣分 |
| 4th    | 台灣         | 阿牛陳慶祥個人第一張創作專輯 | 1998年        | 曲目 CD 1 1. 唱歌給你聽 2. 星星亮了 3. 對面的女孩看過來 4. 我和我的四個妹妹 5. 花的語 6. 踩著三輪車賣菜的老阿伯 7. 大肚腩 8. MAMAK檔 9. 你沒有哭 10. 阿牛和阿花的故事 11. 唱給故鄉聽 12. 城市、藍天 CD 2 1. 對面的女孩看過來 (Live版) 2. 城市、藍天 (Live版) 3. 唱歌給你聽 (Unplugged版) |
| 5th    | -            | 牽牛花                       | 1999年7月     | 曲目 1. 牽牛花 2. 耳邊風 3. 同一片藍天 4. 未雨綢繆 5. 追 6. 老土情歌 |
| 6th    | 台灣         | 愛我久久                     | 1999年9月     | 曲目 1. 愛我久久 2. 來來歌 3. 榴槤歌兒一家唱 4. 你還好嗎 5. Oh Honey Honey 6. 帶我去流浪 7. 你家在哪裡 8. 村子最近怎麼不一樣 9. Blue Blur 22 10. 老夫子情歌 |
| 7th    | -            | 至冧情歌 (新曲+精選)（EP）   | 2001年8月     | 曲目 1. Oh! Honey Honey 2. 對面的女孩看過來 3. 黑超女郎 4. 老夫子情歌 5. 至冧情歌 |
| 8th    | -            | 阿牛的Wow Wow情歌            | 2001年9月     | 曲目 1. 我是你的小小狗 2. 至'lum'情歌(至冧情歌) 3. 上輩子欠你 4. 小強的車 5. 老朋友 6. 有緣來做伙 7. 媽媽的愛有多少斤 8. 寶寶 9. 飛 10. 浪花一朵朵 11. 黑超女郎 |
| 9th    | -            | 各位男人辛苦曬（粵語）       | 2002年12月    | 曲目 1. 開心又過一日唔開心又過一日 2. 各位男人辛苦曬 3. 失戀好煩 4. 愛你一世 5. 至冧情歌 6. 仍然在我心內 7. 感情線上 8. 另成一個家 9. 黑超女郎 10. Hello,Hong Kong |
| 10th   | -            | 無尾熊抱抱                   | 2003年12月    | 曲目 1. 無尾熊抱抱 2. 浪花一朵朵 3. 我是你的小小狗 4. 小強的車 5. 媽媽的愛有多少斤 6. 寶寶 7. 飛 8. 三輪車 9. 妹妹背著洋娃娃 10. 當我們同在一起 11. 醜小鴨 12. 康定情歌 13. 南海姑娘 14. 寶貝不要哭 15. 上輩子欠你 16. 最愛被你管 17. 有緣來作伙 18. 老朋友 19. 這兒是怎樣的所在         |
| 11th   | -            | 桃花朵朵開                   | 2006年1月     | 曲目 1. 用馬來西亞的天氣來說愛你 2. 桃花朵朵開 3. Miss Cool 4. Say Sorry 5. 我要為你唱首歌 6. 你不要我了 7. 我在不遠處等你 8. 傻傻的我愛你 9. 再見 10. 約定 11. 桃花朵朵開 (Kala) |
| 12th   | -            | 天天天天說愛你               | 2007年3月     | 曲目 1. 天天天天說愛你 (Aku Cinta Pada Mu) 2. 桂花香 3. 初戀 4. 北京的月亮 5. 冰酒 6. 我愛R&B 7. Monica 8. 王子公主在一起 9. 再見有期 10. 三代 |
| 12th   | -            | 你最牛                       | 2008年7月18日 | 曲目 1. 你最牛 2. 好朋友 3. 流浪漢 ([[MC HotDog\|MC HOT DOG) 4. 沒人愛俱樂部 5. 來我家吃飯 6. 好姑娘 7. 超級喜歡 8. 一點點 9. 按摩 10. 搭台 (粵) |
| 13th   | -            | 光腳丫                       | 2014年1月24日 | 曲目 1. 光腳丫 2. 姑娘姑娘我愛你 3. 寶貝我的寶 4. 關懷方式 5. 30++ 6. 給從前的愛 7. 心肝寶貝 8. 小偷 9. Will You Marry Me 10. 阿公 |

## 參與電影列表
| 年份   | 國家/地區        | 導演           | 電影                           | 角色           | 備註          |
| 1999年 | 新加坡           | 丁美蓮         | 梁婆婆重出江湖                 | 加油站員工     | 客串          |
| 2000年 | 香港             | 馬楚成         | 夏日的麼麼茶                   | 小強           | 配角          |
| 2001年 | 馬來西亞         | 李國輝         | 生命有Take 2                   |                | 配角          |
| 2001年 | 香港             | 馬楚成         | 芭拉芭拉櫻の花                 | 高俊, 村婦牛嫂 | 第二男主角    |
| 2003年 | 香港             | 林愛華         | 尋找周杰倫                     | Ben            | 客串          |
| 2009年 | 中国大陆         | 赵崇邦         | 喜羊羊与灰太狼大电影之牛气冲天 | 白牛国王       | 配音          |
| 2010年 | 馬來西亞         | 阿牛           | 初戀紅豆冰                     | Botak          | 導演 / 男主角 |
| 2011年 | 新加坡、馬來西亞 | 李天仁         | 笑著回家                       | 阿明           | 男主角        |
| 2012年 | 馬來西亞         | 郑建国         | 結婚那件事                     | 伟杰           | 男主角        |
| 2012年 | 馬來西亞         | 阿牛           | 金童玉女                       |                | 导演          |
| 2013年 | 馬來西亞         | 郑建国         | 結婚那件事之後                 | 伟杰           | 男主角        |
| 2013年 | 馬來西亞         | Euho           | 哥妹俩之惊历48                 | 德士司机       | 客串          |
| 2013年 | 香港             | 彭顺           | 同谋                           | 辉仔           | 配角          |
| 2014年 | 馬來西亞         | 陈温法         | Huat啊! Huat啊! 發!            | 亚发           | 男主角        |
| 2019年 | 馬來西亞         | 丁仕昀         | 玩转全家福                     | 崔風           | 客串          |
| 2025年 | 馬來西亞         | 李勇昌和丁仕昀 | 新年奇迹号                     |                | 男主角        |

## 參與連續劇列表
| 年份   | 國家           | 監製   | 連續劇             | 角色        | 其他演員                                                       |
| 2001年 | 台灣、香港     | 楊登魁 | 《齊天大聖孫悟空》 | 爆缸 (妖精) | 張衞健、許志安、梁漢文、李燦森、葛民輝、林志穎、蔡卓妍、鍾欣桐 |
| 2012年 | 台灣、馬來西亞 | 龐宜安 | 大愛劇場《雨露》   | 金生        | 方文琳、蘇炳憲、張書偉、傅小芸                                 |

## 综艺节目
- 2013年 星跳水立方 參賽者
- 2016年 誰是大歌神 第5期 特別嘉賓
- 2018年 Astro除夕节目
- 2018年 欢喜第一等 神秘人
- 2019年 嗨唱轉起來 第一季 第一期 沙發客
- 2024年 新民歌大会收官创演秀（马来西亚场）

## 外部連結
- 阿牛官方網頁
- 阿牛陳慶祥的Facebook專頁
- 阿牛的新浪微博
- 搜狐空間：阿牛的BLOG （页面存档备份，存于）
- 阿牛的圖畫本的新浪博客
- 阿牛在豆瓣上的资料（简体中文）
- 阿牛在时光网上的簡介（简体中文）
- 「初戀紅豆冰」電影官方部落格